# Internationale Brigaden

Flagge der Interbrigaden

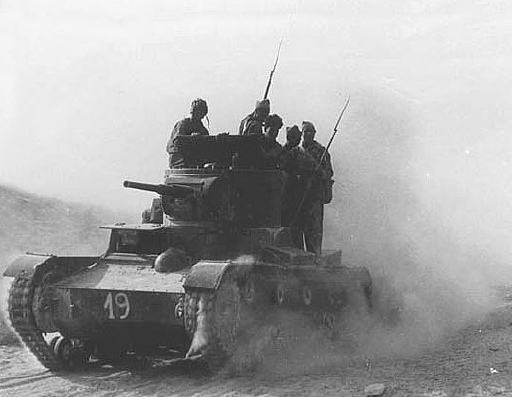
Interbrigadisten der XI. Internationalen Brigade aufseiten der Spanischen Republik während der Schlacht von Belchite (1937)

Die Internationalen Brigaden, kurz Interbrigaden, auf Spanisch las Brigadas Internacionales, waren von der Kommunistischen Internationale rekrutierte und ausgebildete militärische Freiwilligenverbände (Milizionäre), die im Spanischen Bürgerkrieg auf der Seite der Spanischen Republik mit ihrer gewählten Regierung gegen den von Franco angeführten Staatsstreich und dessen von Hitler und Mussolini unterstützte Verbände (nationalspanische Koalition) kämpften. Der republikanische Parlamentsvorsitzende Diego Martínez Barrio ließ 1936 fünf Zahlen des spanischen Heeres für die Internationalen Brigaden reservieren: die Nummern von XI. bis XV.

## Erste internationale Milizionäre
Die ersten Internationalen Milizionäre waren vornehmlich Teilnehmer der Volksolympiade in Barcelona und Emigranten mit einem politischen Hintergrund, die in Spanien lebten. Es waren an die 300 internationale Milizionäre, welche sich nach dem Militärputsch vornehmlich in Barcelona in Gruppen organisierten. Sie bildeten mit den ersten internationalen Freiwilligen, die über Frankreich nach Spanien kamen, die ersten internationalen Milizgruppen. Anarchistische internationale Freiwillige kämpften vornehmlich in CNT-Milizeinheiten, sozialistische internationale Freiwillige vornehmlich in POUM-Milizeinheiten und kommunistische internationale Freiwillige vornehmlich in PSUC-Milizeinheiten. Diese internationalen Milizgruppen gingen auf in Hundertschaften (spanisch Centuria). Kommunistische Italiener formierten die Centuria Giustizia e Libertà und die Centuria Gastone Sozzi, Deutsche Kommunisten die Centuria Thälmann (Thälmann-Kolonne), polnische Kommunisten die Milizgruppe Dąbrowski. Eine Anzahl kommunistischer Franzosen und Belgier formierten die Milizgruppe Commune-de-Paris.

## Beschluss zur Aufstellung einer Internationalen Brigade
Am 3. August 1936 beschloss die Komintern eine allgemein gehaltene Resolution zur Aufstellung einer Internationalen Brigade zur Unterstützung Spaniens. Erst am 18. September 1936, nachdem Stalin einen Entschluss gefasst hatte, wurde in Paris eine Sitzung einberufen, in der Eugen Fried den Beschluss Stalins zur Aufstellung einer Internationalen Brigade verkündete. Hieraufhin organisierten Kommunistische Parteien verschiedener Länder die Rekrutierung von Freiwilligen. Wichtige Mitglieder des gebildeten Organisationskomitees waren André Marty und seine rechte Hand Luigi Longo, die sich in Spanien aufhielten, sowie der Chef des Pariser Büros Giuseppe Di Vittorio. Weitere Organisatoren waren Josip Broz Tito, der sich ebenfalls in Paris aufhielt, und Milovan Đilas. Beide organisierten den Freiwilligenstrom von Jugoslawien nach Frankreich. Des Weiteren organisierte der sowjetische Geheimdienstoffizier Walter Germanowitsch Kriwitzki in Den Haag die Rekrutierung von Freiwilligen.
Paris wurde zum Hauptrekrutierungszentrum. Das Rekrutierungsbüro befand sich in der Rue Lafayette. Nach der Erfassung der Personalien und einer Aufnahmeprozedur wurden die Freiwilligen auf verschiedene Gewerkschaftshäuser (Maison de Peuple) verteilt. Eines dieser Gewerkschaftshäuser war in der Rue Mathourin-Moreau Nr. 8. Die Freiwilligen fuhren nach einigen Tagen per Bahn von Paris mit dem sogenannten Freiwilligenexpress über Perpignan, Barcelona nach Albacete. In der Calle de la Libertad in Albacete befand sich in der ehemaligen Kaserne der Guardia Civil der zentrale Stützpunkt der Internationalen Brigaden.
Das Organisationskomitee zur Aufstellung einer Internationalen Brigade wandelte sich am 26. Oktober 1936 zu einem Militärrat um. Angehörige des Militärrates waren Vital Gaymann (Vidal), Vittorio Vidali (Carlos Contreras) und Karol Świerczewski (General Walter). Dolmetscherin des Rates war Constancia de la Mora. Der Militärrat residierte in einer Villa am Rande von Albacete.

## Internationale Brigaden
Die Interbrigaden wurden ab dem 9. Oktober 1936 aufgestellt. Militärischer Befehlshaber der XI. Internationalen Brigade wurde Manfred Stern (General Kleber). Am 12. Oktober erreichten die ersten 650 Freiwilligen mit dem Dampfer „Ciudad de Barcelona“ den Hafen von Alicante. Die ersten Bataillone, die in Alicante aufgestellt wurden, waren das André-Marty-Bataillon, das Dąbrowski-Bataillon und das Edgar-André-Bataillon. Am 8. November 1936 erreichten die drei aus Albacete kommenden Bataillone Madrid. Die drei Bataillone wurden direkt in die Vororte von Madrid beordert. Dort kämpften weitere Bataillone der Internationalen Brigaden, die bereits am 1. November 1936 in die XI. Internationale Brigade eingruppiert wurden. Eines dieser Bataillone, das an der Madrider-Front kämpfte, war das deutsche Thälmann-Bataillon. Am 3. März 1937 brachten die Interbrigaden dem von Mussolini nach Spanien geschickten Expeditionskorps Corpo Truppe Volontarie bei Guadalajara eine vernichtende Niederlage bei.
1938 zwangen Briten und Franzosen die spanische Republik, die Internationale Brigade aufzulösen. Die Kämpfer erhielten darum pro forma die spanische Staatsbürgerschaft und wurden in die reguläre spanische Armee aufgenommen.

## Herkunftsländer
| Nation                 | Anzahl |
| ---------------------- | ------ |
| Frankreich             | 7.500  |
| Deutschland            | 5.000  |
| Italien                | 4.000  |
| Polen                  | 3.000  |
| USA                    | 2.800  |
| Vereinigtes Königreich | 2.000  |
| Sowjetunion            | 2.000  |
| Belgien                | 1.600  |
| Jugoslawien            | 1.600  |
| Ungarn                 | 1.500  |
| Tschechoslowakei       | 1.500  |
| Kanada                 | 1.500  |
| Österreich             | 1.400  |
| Schweiz                | 800    |
| Niederlande            | 700    |
| Schweden               | 500    |
| Bulgarien              | 400    |
| Irischer Freistaat     | 250    |
| Estland                | 200    |
| Griechenland           | 160    |
| Mexiko                 | 90     |
| Zypern                 | 60     |
| Albanien               | 43     |

Die Sollstärke der Internationalen Brigaden lag bei 18.000 Mann, welche aber durch die anhaltenden Verluste nie erreicht wurde. Mehr als die Hälfte der insgesamt 40.000 Interbrigadisten kam ums Leben. Mäßig bis schlecht ausgerüstet und zusätzlich durch das Problem der Verständigung aufgrund der unterschiedlichen Sprachen der Kämpfer beeinträchtigt, machten die Interbrigadisten, die sich in Verkennung ihrer Kampfkraft als Elitetruppen begriffen, nur wenige Unzulänglichkeiten durch Enthusiasmus wett.
Ein Viertel der Brigadisten kam aus Frankreich (André-Marty-Bataillon, Commune-de-Paris-Bataillon und Meunier-Bataillon), von denen 3.000 fielen.
Es waren aber auch 5.000 Deutsche (von denen 2.000 fielen, Thälmann-Bataillon und Edgar-André-Bataillon in der XI. Brigade) und 1.400 Österreicher (Bataillon 12. Februar), 4.000 Italiener (Garibaldi-Bataillon), 1.500 Kanadier (Mackenzie-Papineau-Bataillon, XV. Brigade), 3.000 US-Amerikaner (Abraham-Lincoln-Bataillon und George-Washington-Bataillon, XV. Brigade), 800 Schweizer und 1.500 bis 2.000 Tschechoslowaken in den Brigaden vertreten. Auch aus zahlreichen anderen Ländern stießen Freiwillige zu den Internationalen Brigaden (siehe Henri-Vuillemin-Bataillon, Tschapajew-Bataillon, Louise-Michel-Bataillon, Saklatvala-Bataillon, Dimitrow-Bataillon, Neun-Nationen-Bataillon, Connolly Column aus Irland). Zum Beispiel aus Rumänien und Jugoslawien (Djuro-Djakovic-Bataillon), es gab sogar eine Gruppe chinesischer Kombattanten, zudem kämpften 300 Juden aus dem britischen Mandatsgebiet Palästina (siehe Naftali-Botwin-Kompanie).

## Neuformierung von Bataillonen ab Oktober 1936
Die Neuformierung von Bataillonen der Internationalen Brigaden erfolgte ab Oktober 1936 in Albacete, dem zentralen Stützpunkt und Ausbildungslager der Internationalen Brigaden.

## Zusammensetzung im Sommer 1937
| Nummer  | gegründet     | Name               | Bataillone | überwiegende nationale Zusammensetzung                                          |
| ------- | ------------- | ------------------ | --- | ------------------------------------------------------------------------------- |
| BI-XI   | Oktober 1936  | Thälmann           | I. Thälmann II. Edgar André III. Hans Beimler IV. 12. Februar                                                  | deutsch skandinavisch niederländisch österreichisch                             |
| BI-XII  | November 1936 | Garibaldi          | 1. Garibaldi 2.–4. spanisch-italienische Bataillone ohne Namensgebung                                          | italienisch                                                                     |
| BI-XIII | Dezember 1936 | Dąbrowski          | siehe XIII. Internationale Brigade                                                                             | deutsch polnisch polnisch/russisch bulgarisch/österreichisch ungarisch spanisch |
| BI-XIV  | Dezember 1936 | Marseillaise       | 1. Commune de Paris 2. Henri Vuillemin 3. Henri Barbusse 4. Pierre Brachet 5. 6 de febrero                     | französisch                                                                     |
| BI-XV   | Juli 1937     | Lincoln/Washington | 1. Abraham Lincoln 1. George Washington 1. Mackenzie-Papineau 2. Español 2. Six Février 2. Dimitrow 2. Galindo | US-amerikanisch kanadisch britisch irisch                                       |

## Interne Strömungen und „Armee der Komintern“
Auseinandersetzungen innerhalb der auf republikanischer Seite kämpfenden Gruppen sind vor dem Hintergrund unterschiedlicher Strategien im Kampf gegen den europäischen Faschismus zu sehen. Während die Kommunistische Partei Spaniens und die Sowjetunion auf ein partielles Bündnis auch mit bürgerlichen oder sozialdemokratischen Kräften setzten (Volksfrontpolitik), stand für anarchistische, linkssozialistische und trotzkistische Gruppen eine soziale Revolution im Vordergrund.
In der Geschichtsschreibung wird zum Teil behauptet, dass die Internationalen Brigaden als Armee der Komintern missbraucht worden seien. Die neuere Forschung widerlegt dies. Die Brigaden stellten nie eine Bedrohung der Republik dar und wurden auch nicht in Barcelona im Mai 1937 eingesetzt. In den Reihen der Brigaden herrschte zwar strenge (aus militärischen Gesichtspunkten ggf. angebrachte) Disziplin, aber kein Terrorregime. Hingegen berichtet der Autor Antony Beevor von einem Internierungslager der Internationalen Brigaden, dem Camp Lukacs, in dem nicht weniger als 4000 Männer zwischen dem 1. August und dem 1. November interniert wurden. Das Camp Lukacs befand sich 16 Kilometer von Albacete, dem Hauptquartier der Internationalen Brigaden. Der Historiker Hugh Thomas bezeichnet diese Lager als Schulungslager, in denen aber auch Deserteure liquidiert wurden.

## Flucht und Schicksal der „Spanienkämpfer“

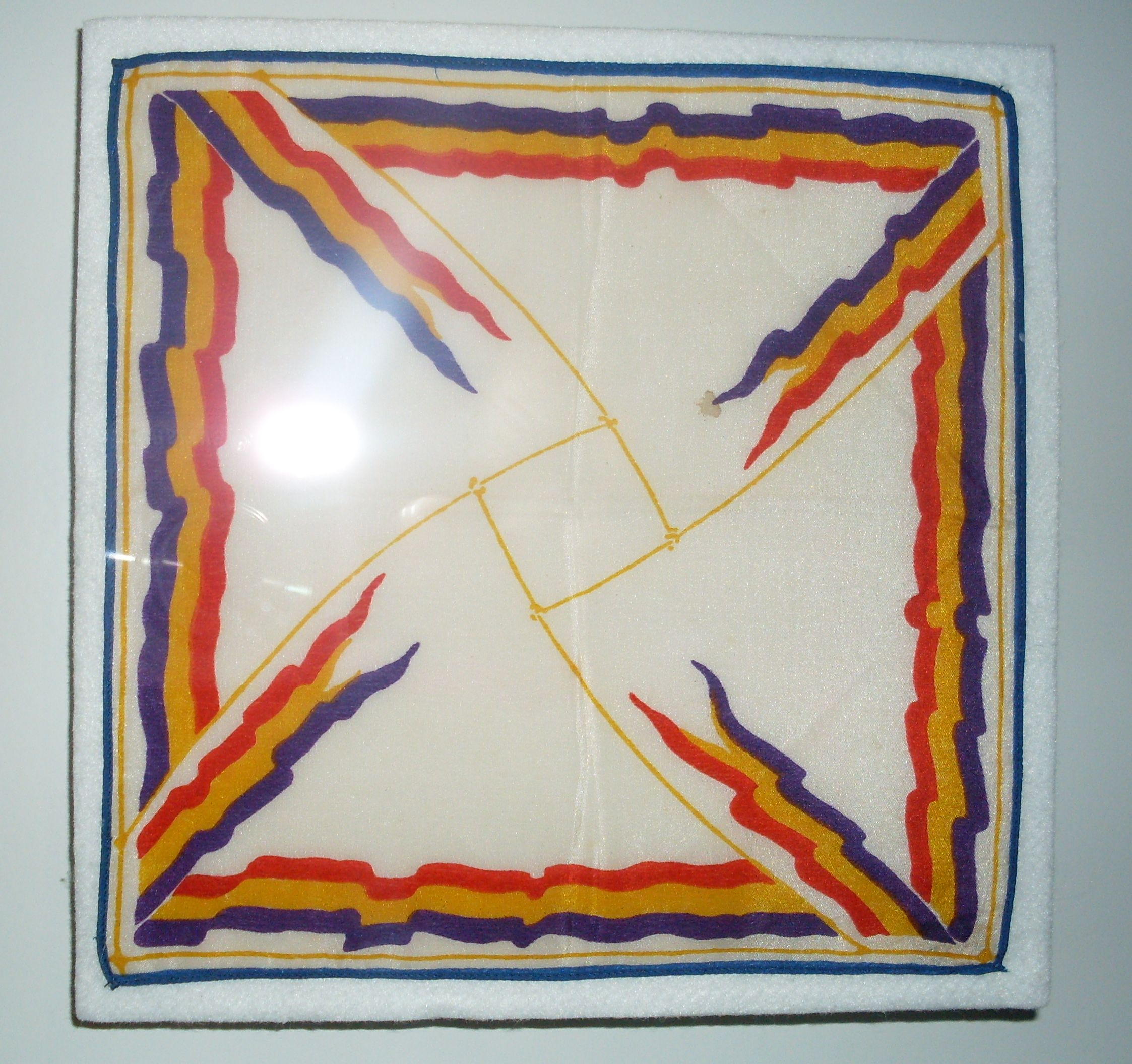
Erinnerungstuch der Internationalen Brigaden im Militärhistorischen Museum der Bundeswehr in Dresden

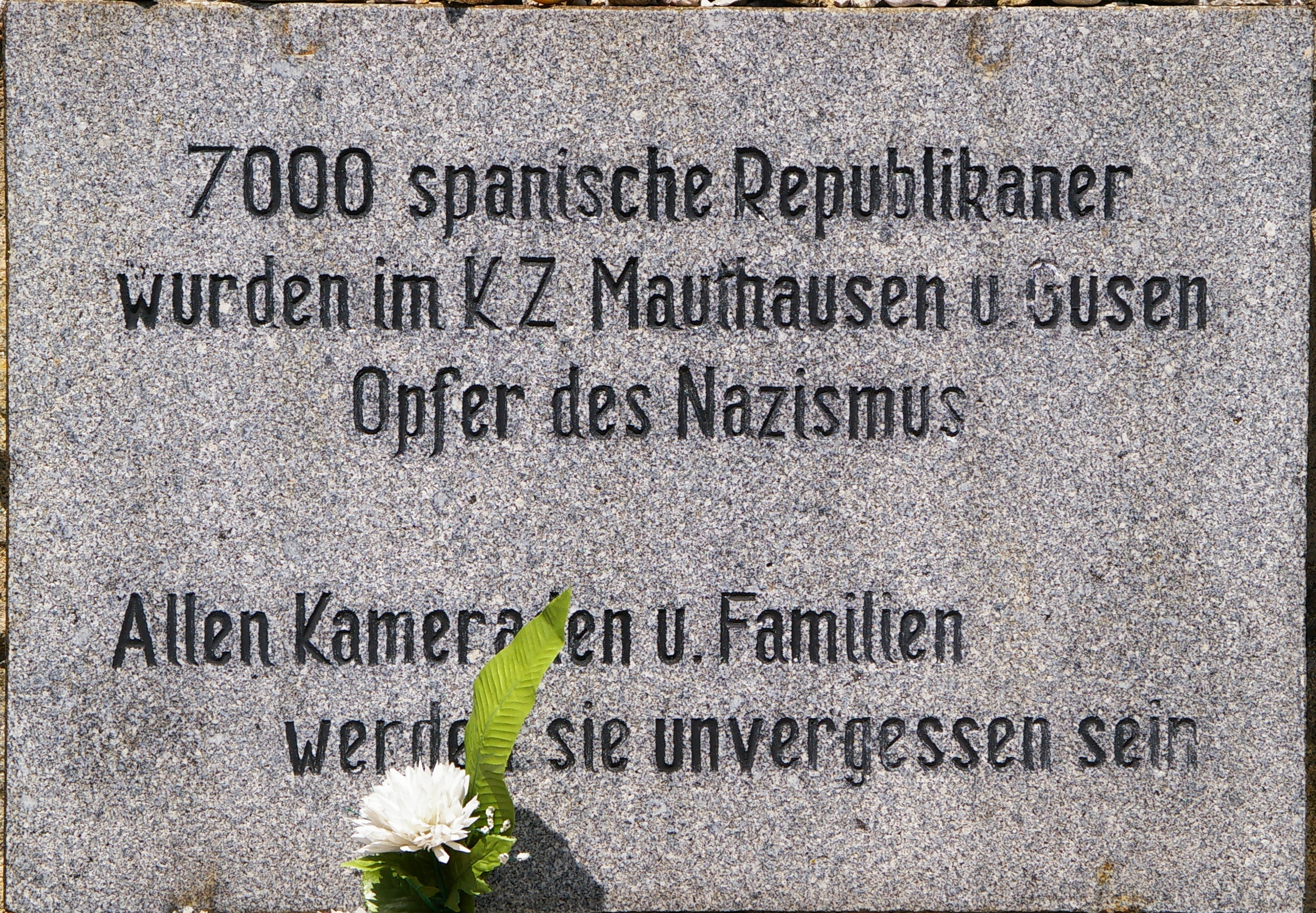
Gedenktafel im KZ Mauthausen

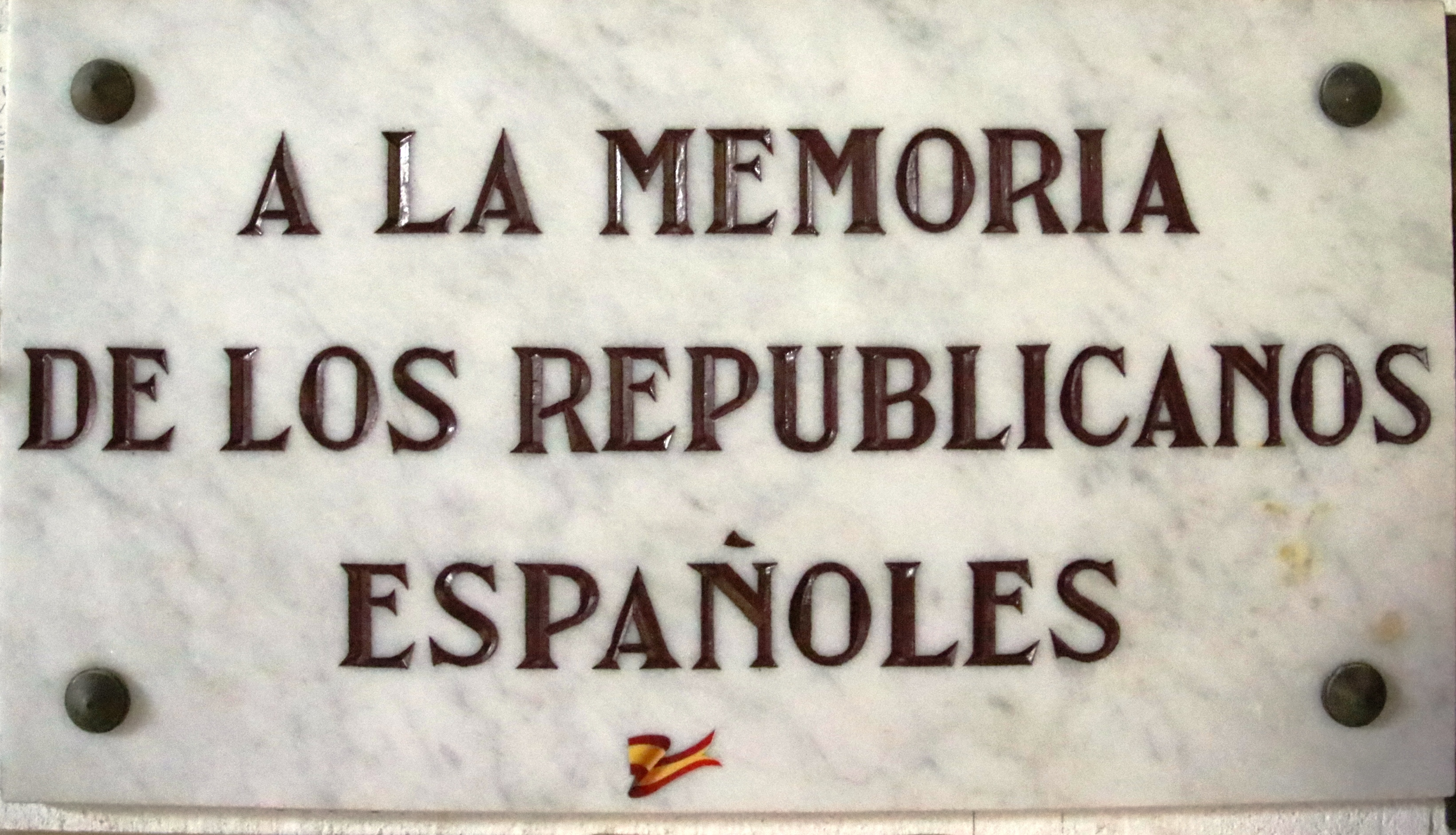
Gedenktafel im KZ Mauthausen

An den in Spanien in Francos Konzentrationslagern internierten Brigadisten wurden schon ab 1938 – mit nationalsozialistischer Unterstützung – rassenideologisch motivierte medizinische Versuche durchgeführt, die angebliche körperliche und psychische Deformationen, die bei Anhängern des „Marxismus“ vorkämen, erforschen sollten.
Nach der Katalonienoffensive im Februar 1939 flüchteten viele Brigadisten über die Grenze nach Frankreich. Dort wurden sie in schnell improvisierten Internierungslagern entlang der französischen Mittelmeerküste (u. a. in Saint-Cyprien (Pyrénées-Orientales), Internierungslager Camp d’Agde und Internierungslager Argelès-sur-Mer) eingewiesen, wo sie zunächst auf dem blanken Erdboden schlafen mussten. Die französischen Behörden stellten sie vor die Wahl, im Internierungslager zu bleiben oder nach Deutschland zurückzukehren.
Viele wurden nach der deutschen Besetzung Frankreichs im Juni 1940 gemäß § 19 der Waffenstillstandsvereinbarungen über das Durchgangslager Drancy an Deutschland ausgeliefert. Im Deutschen Reich wurden sie in Konzentrationslager – besonders ins KZ Dachau (Interbrigadistenblock), das KZ Mauthausen und nach Auschwitz – verbracht, das viele von den roten Spaniern nicht überlebten. Einer der Überlebenden war Kurt Goldstein. Vielen Brigadisten gelang aber auch die Flucht aus der französischen Internierung. Manche von ihnen schlossen sich dem belgischen oder französischen Widerstand an. Bekannte Mitglieder der Résistance waren Artur London, Pierre Georges, Henri Rol-Tanguy, Marcel Lamant, Marcel Langer (Widerstandskämpfer) oder Joseph Epstein.
Bereits vor dem Ausbruch des Zweiten Weltkrieges, im Mai 1939, emigrierten 500 Brigadisten per Schiff über Le Havre in Frankreich in die UdSSR. Kurz nach ihrer Ankunft in Leningrad wurden viele von ihnen vom NKWD verhaftet und in Gulags interniert. Nach seiner Ankunft in Russland im Oktober 1937 wurde Kazimiek Cechowskie und im Januar 1938 Gustav Reicher (Pseudonym Rwal) vom NKWD erschossen. Einer der Internierten war Manfred Stern (Emilio Kléber). Er starb 1954 in dem Arbeitslager Sosnowka. Gleichfalls wurde auch Wilhelm Zaisser nach seiner Rückkehr nach Moskau verhaftet und interniert. Freunde aus dem IV. Büro der Roten Armee (Spionage) erwirkten mit viel Mühe seine Entlassung. Das Schicksal vieler Russen ist größtenteils unbekannt. Bersin, Staschewskij, Antonow-Owsejenko und Kolzow wurden bereits während des Spanischen Bürgerkrieges verhaftet und liquidiert.
Nach dem Zweiten Weltkrieg verfolgte Stalin in den osteuropäischen Staaten Spanienkämpfer, wie z. B. den ungarischen Außenminister László Rajk. Er wurde 1949 in einem Schauprozess verurteilt und hingerichtet. Nach seiner Hinrichtung wurden weitere Spanienkämpfer verhaftet und zum Tode verurteilt. Hingegen stieg der ehemalige Politkommissar der Internationalen Brigaden Ernő Gerő nach dem Zweiten Weltkrieg zum führenden Mitarbeiter des Sicherheitsdienstes in seinem Heimatland Ungarn auf. Unter dem diktatorisch regierenden Mátyás Rákosi wurde er 1952 Minister für Inneres und führte Rákosis begonnene Verfolgung von Regimegegnern fort. Wichtigste Stütze war dabei die „Sicherheitspolizei“ ÁVH, die Tausende Ungarn verhaftete oder ums Leben brachte.
In der Tschechoslowakei wurde am 27. Januar 1951 der ehemalige Spanienkämpfer und Chef der Geheimpolizei SNB Osvald Závodský verhaftet, zum Tode verurteilt und noch nach Stalins Tod am 19. März 1954 hingerichtet. Zudem wurden am 23. November 1951 in einer weiteren Säuberung vornehmlich ehemalige Spanienkämpfer verhaftet.
In Polen wurde am 11. November 1952 der ehemalige Spanienkämpfer Wacław Komar verhaftet. Als Chef des militärischen Geheimdienstes (Abschnitt II des Generalstabs LWP) wurde er zusammen mit weiteren Mitarbeitern seiner Abteilung bzw. des Sicherheitsapparates verhaftet. Unter den Verhafteten befanden sich vornehmlich Kämpfer der Internationalen Brigaden. Nachweislich wurden fast alle Verhafteten liquidiert. Liquidiert wurden auch die spanischen Brigadisten Bron, Flato und Leder. Des Weiteren gerieten auch die Mitglieder der ehemaligen XIII. Internationale Brigade (Dąbrowski) in den Verdacht der Sabotage und Spionage.
Nach dem Tod Stalins wurden im November 1954 in Ungarn eine ganze Reihe ehemaliger Spanienkämpfer aus der Haft entlassen.
Im Februar 1956 erwähnte Chruschtschow in seiner Rede beim XX. Parteitag der KPdSU, dass die Liquidierung von spanischen Führungskadern ein bedauerlicher Fehler und eine folgenschwere Handlung war.

## Rechtlicher Status
2003 nahm Luxemburgs Parlament einstimmig ein von den LSAP-Abgeordneten Mars Di Bartolomeo und Alex Bodry vorgeschlagenes Gesetz an, das die 102 Teilnehmer aus Luxemburg im Nachhinein rehabilitiert. Der Empfehlung des Nichtinterventionsbüros in London folgend, hatte damals Luxemburg mit Gesetz vom 10. April 1937 den in Luxemburg Ansässigen verboten, sich am Bürgerkrieg zu beteiligen. Das hatte insbesondere Einwohner aus Düdelingen und Esch-sur-Alzette nicht davon abgehalten. Nach dem Sieg Francos wurden rund dreißig Luxemburger von den Deutschen inhaftiert und teilweise in Konzentrationslager verschleppt. Italienische Staatsangehörige wurden nach Italien ausgeliefert und erfuhren ein ähnliches Schicksal. Die beiden letzten Überlebenden, Henri Joachim aus Düdelingen und Albert Santer aus Hautcharage, hatten zusammen mit ihrem italienischen Kollegen Carlo Alvisi anlässlich einer Konferenz 1996 auf ihre rechtliche Situation aufmerksam gemacht. Es wurde ein Freundeskreis um die Historiker Serge Hoffmann, Henri Wehenkel und Paul Cerf gebildet, mit dem Ziel, das Gesetz von 1937 abzuschaffen. Im Jahre 2000 verlieh Premierminister Jean-Claude Juncker den Überlebenden den nationalen Verdienstorden.
Die Rehabilitierung der Schweizer Spanienkämpfer trat am 1. September 2009 in Kraft.

## Sonstige Aktivitäten
Die Internationalen Brigaden richteten für Waisenkinder von gefallenen spanischen Republikanern mehrere Kinderheime ein. Das Thälmann-Bataillon der XI. Brigade baute das von ihr beschlagnahmte Lustschloss der Marquesa de Cubas-Herice zum Kinderheim um. Im Sanitätszentrum Murcia entstand das Kinderheim „Campo Lukacz“, das nach dem, an der Huesca-Front gefallenen ungarischen Schriftsteller Máté Zalka, benannt wurde. Zalka befehligte unter dem Pseudonym General Lukacz die XII. Brigade. In Benisa wurde das Heim „Solidaridad“ eingerichtet. Und als franquistische Flieger das Waisenhaus in der Villa Beimler in Benicàssim zerstörten, wurde dieses in den Bergen als Heim „Amistad“ wieder aufgebaut.

## Persönlichkeiten

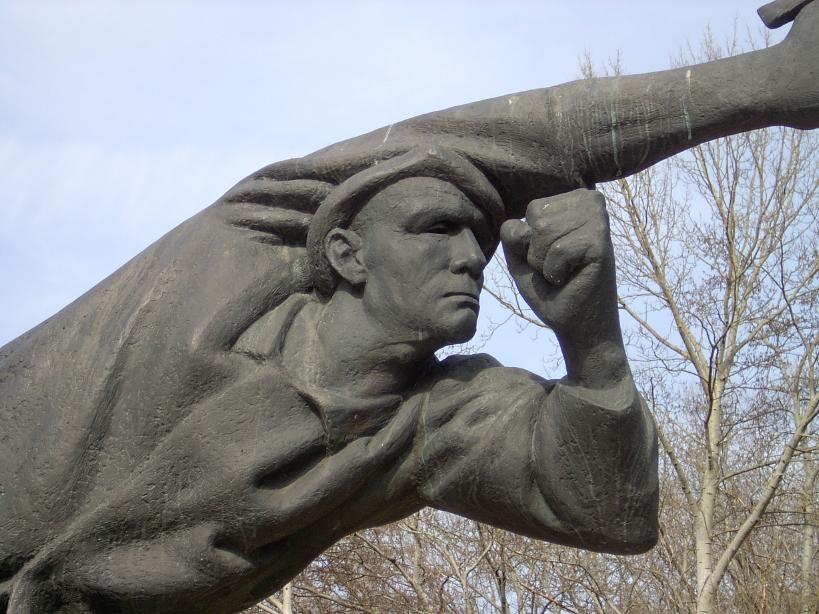
Denkmal für die deutschen Spanienkämpfer von Fritz Cremer (Volkspark Friedrichshain, Berlin)

- Ali Abdel Khaleq Al-Jibaoui, Mitglied im Zentralkomitee der Kommunistischen Partei Palästinas, in Spanien gefallen[22]
- Erich Arendt (1903–1984): Lyriker und Übersetzer für die Internationalen Brigaden, ab 1937 Soldat in deren 27. Division
- Max Bair (1917–2000): Tiroler Kleinbauer, gelangte in Spanien als Protagonist einer Reportage Egon Erwin Kischs zu relativer Bekanntheit
- Olga Bancic (1912–1944): rumänisch-jüdische Kommunistin und Résistance-Mitglied, schmuggelte Waffen für die Internationalen Brigaden
- Artur Becker (1905–1938): deutscher Kommunist und Widerstandskämpfer, ab August 1937 an den Kämpfen beteiligt
- Hans Beimler (1895–1936): deutscher Politiker, KPD-Mitglied, politischer Kommissar, bekannt geworden durch die Lieder von Ernst Busch
- Norman Bethune (1890–1939): kanadischer Arzt, Erfinder der mobilen Bluttransfusion
- Len Beurton (1914–1997): englischer Kommunist, später Ehemann von Ruth Werner
- Albert Borenheim (1916–1941), polnisch-jüdischer Kommunist, als Résistance-Mitglied im deutsch besetzten Frankreich hingerichtet[23]
- Willi Bredel (1901–1964): deutscher Schriftsteller, KPD-Mitglied, Kriegskommissar des Thälmann-Bataillons
- Otto Brunner (1896–1973): Schweizer Kommunist und Kommandeur des Tschapajew-Bataillons
- Ernst Busch (1900–1980): deutscher Sänger, Kabarettist, Schauspieler und Regisseur
- Ernst Buschmann (1914–1996): deutscher Kommunist, Stabschef des Bataillons Hans Beimler, ab 1938 Kommandeur des Bataillons Edgar André
- Franz Dahlem (1892–1981): deutscher Kommunist

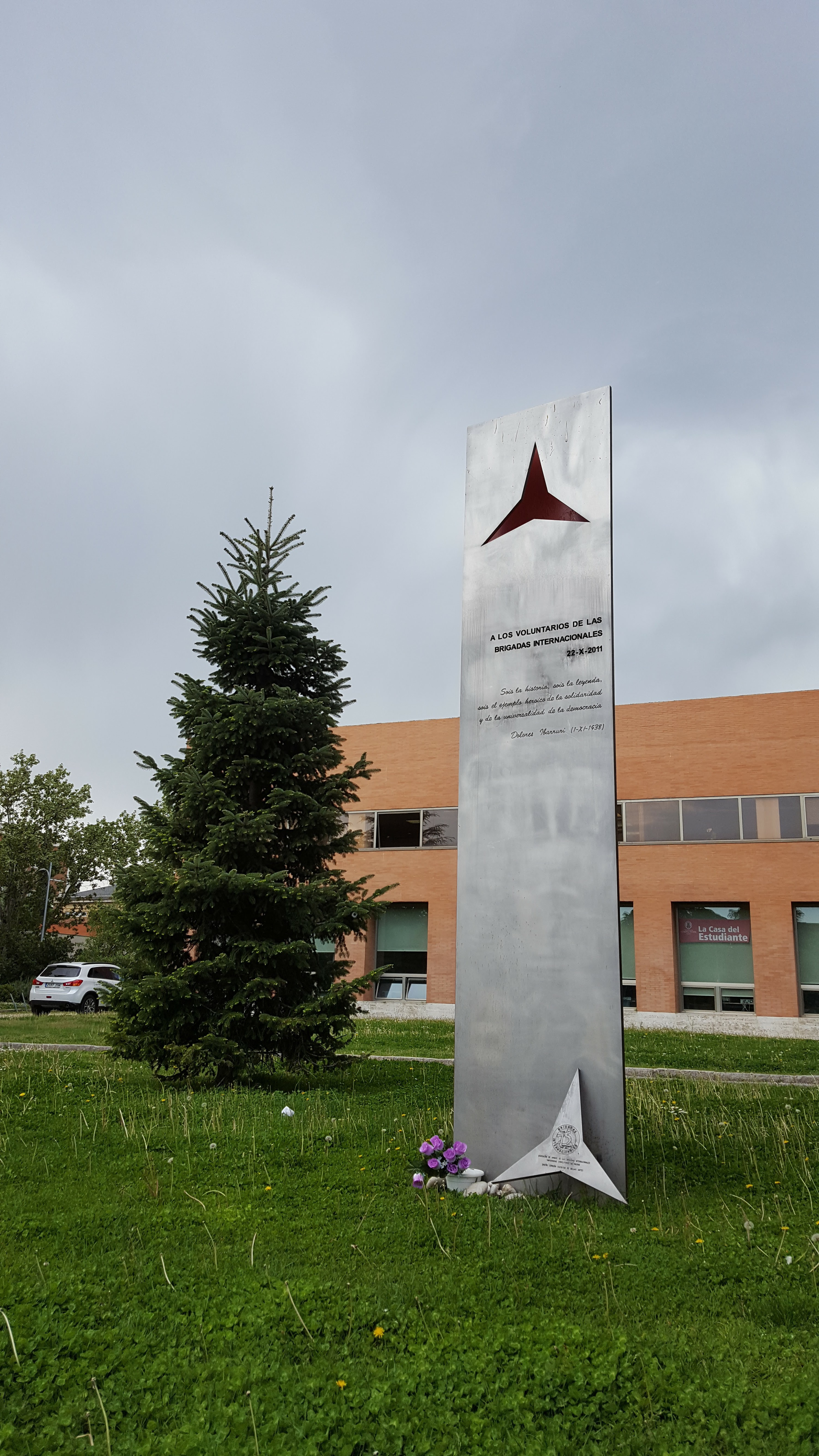
Denkmal für die Interbrigaden in der Universitätsstadt in Madrid

- Denkmal für die Interbrigaden in der Universitätsstadt in MadridJulius Deutsch (1884–1968): österreichischer Sozialdemokrat, General der Internationalen Brigaden
- Heinrich Dürmayer (1905–2000): österreichischer Kommunist, Lagerältester des KZ Auschwitz I (Stammlager), Leiter der Staatspolizei Wien
- Ilja Ehrenburg (1891–1967): sowjetischer Kriegskorrespondent und Propagandist
- Carl Einstein (1885–1940): deutsch-jüdischer Schriftsteller und Kunsttheoretiker, kämpfte in der Kolonne Durruti
- Gustav Flohr (1895–1965): deutscher Politiker (SPD, USPD, KPD)
- Rudolf Friemel (1907–1944): österreichischer Kommunist und Widerstandskämpfer
- Alexander Foote (1905–1957): britischer Funker
- Fernando Gerassi (1899–1974) General der 15. Internationalen Brigade, Spanischer Maler
- Irene Goldin (1910–2004): Krankenschwester und Mitglied der Internationalen Brigaden sowie der Résistance
- Kurt Goldstein (1914–2007): Journalist beim Rundfunk der DDR, KPD-Mitglied, Überlebender von Auschwitz
- Nordahl Grieg (1902–1943): norwegischer Schriftsteller
- Gustav Gundelach (1888–1962): deutscher Politiker (KPD), Leiter des Roten Kreuzes der Interbrigaden
- Anna Hammermann (1907–1994): Widerstandskämpferin und Ärztin im Sanitätsdienst der Interbrigaden
- Hans Hutter (1913–2006): Schweizer Arbeiter und Buchautor, Freiwilliger in den Internationalen Brigaden
- Walter Janka (1914–1994): deutscher Dramaturg und Verleger
- Hans Kahle (1899–1947): deutscher Kommunist, Divisionskommandeur
- Alfred Kantorowicz (1899–1979): deutscher Schriftsteller und Literaturwissenschaftler
- Egon Erwin Kisch (1885–1948): deutsch-tschechischer Journalist und Schriftsteller
- Willi Kreikemeyer (1894–1950): deutscher Kommunist, Chefadjutant für alle Kaderabteilungen der Interbrigaden
- František Kriegel (1908–1979): tschechoslowakischer reformkommunistischer Politiker des Prager Frühlings
- Alfred Krumme: deutscher Kommunist, „Tarnname Fritz Schiller“, ab 24. Oktober 1936 Kadermann in den Internationalen Brigaden[24]
- Hermann Langbein (1912–1995): österreichischer Widerstandskämpfer
- Hans Landauer (1921–2014): österreichischer Spanienkämpfer, Obmann der „Vereinigung österreichischer Freiwilliger in der Spanischen Republik 1936–1939 und der Freunde des demokratischen Spanien“
- Piet Laros: Kommandant der niederländischen „Kompanie 7 Provincien“[25]
- Claude Lavezzi (1920–2004): korsischer Kommunist, nach 1945 Mitarbeiter im französischen Gesundheitsministerium, anschließend Restaurantbetreiber
- Kurt Lichtenstein (1911–1961): Kommunist und Widerstandskämpfer, am 12. Oktober 1961 von Angehörigen der Grenztruppen der DDR erschossen
- Kurt Lohberger (1914–2008): Offizier im Bataillon Edgar André und im Thälmann-Bataillon, später General der NVA und Vorsitzender der GST
- Luigi Longo (Gallo) (1900–1980): italienischer Kommunist
- Emilio Lussu (1890–1975): sardischer Antifaschist, 1945 Minister in der italienischen Übergangsregierung
- Hans Marchwitza (1890–1965): deutscher Schriftsteller und Kommunist
- Josep Almudéver Mateu (1919–2021): der letzte überlebende Spanienkämpfer[26]
- Erich Mielke (1907–2000): deutscher KPD-Funktionär (ab 1957 Minister für Staatssicherheit in der DDR)
- Tina Modotti (1896–1942): italienische Fotografin und Komintern-Agentin
- Gustaf Munch-Petersen (1912–1938): dänischer Schriftsteller und Maler
- Walter Munke (1906–1942): deutscher Schriftsteller, Politkommissar im Thälmann-Bataillon der 11. Brigade
- Pietro Nenni (1891–1980): führender Politiker der Sozialistischen Partei Italiens
- Erwin Panndorf (1904–1942): deutscher Arbeiter und Widerstandskämpfer gegen das NS-Regime, KPD-Mitglied
- Sepp Plieseis (1913–1966): österreichischer Spanienkämpfer und Widerstandskämpfer gegen den Nationalsozialismus
- Heinz Priess (1915–2001): deutscher Redakteur, von 1936 bis 1939 gewählter Bataillonskommissar
- Viktor Priess (1908–1999): deutscher Kominternfunktionär
- Rudolf Prikryl (1896–1965): österreichischer Kommunist, später kurzzeitig von den Sowjets ernannter Bürgermeister Wiens
- Josef Raab (1899–1971): deutscher Arbeiter und Widerstandskämpfer gegen das NS-Regime, KPD-Mitglied
- Heinrich Rau (1899–1961): deutscher Arbeiter und Widerstandskämpfer gegen das NS-Regime, KPD-Mitglied, Funktionär in der DDR
- Gustav Regler (1898–1963): saarländischer Schriftsteller und Philosoph, Kommissar in der XII. Brigade
- Ludwig Renn (1889–1979): deutscher Schriftsteller, Stabschef der XI. Brigade
- Bruno Schramm (1894–1959), deutscher Kommunist[27]
- Heinrich Schürmann: (* 6. Mai 1896; † 16. März 1981) Kommandeur des Bataillons „Etkar André“; nom de guerre Willy Benz.[28]
- Harry Spiegel (1910–2000), österreichisches KPÖ-Mitglied
- Richard Staimer (1907–1982): Kommandeur des Thälmann-Bataillons
- Toni Stemmler (1892–1976): KPD-Mitglied, Widerstandskämpferin
- Karol Świerczewski (1897–1947): polnischer Kommunist, sowjetischer General, stellvertr. Verteidigungsminister Polens 1946–47
- Herbert Tschäpe (1913–1944): KPD-Mitglied, Widerstandskämpfer
- Bodo Uhse (1904–1963): deutscher Schriftsteller
- Simone Weil: französische Philosophin (1909–1943), auch Mitglied der C.N.T. (Confederación National del Trabajo)
- Erich Weinert (1890–1953): deutscher Lyriker und Schriftsteller, KPD-Mitglied
- Wilhelm Zaisser (1893–1958): deutscher kommunistischer Politiker, seit 1927 militärpolitischer Funktionär der Komintern, „General Gomez“ der Internationalen Brigaden, 1950–1953 erster Minister für Staatssicherheit der DDR

siehe auch: Kategorie:Interbrigadist

## Lied der Internationalen Brigaden
Wir, im fernen Vaterland geboren,

Nahmen nichts als Hass im Herzen mit.

Doch wir haben die Heimat nicht verloren

Uns’re Heimat ist heute vor Madrid.

Doch wir haben die Heimat nicht verloren,

Uns’re Heimat ist heute vor Madrid.

Spaniens Brüder steh’n auf der Barrikade.

Uns’re Brüder sind Bauer und Prolet.

Vorwärts, internationale Brigade!

Hoch die Fahne der Solidarität!

Vorwärts, internationale Brigade!

Hoch die Fahne der Solidarität!

Spaniens Freiheit heißt jetzt uns’re Ehre.

Unser Herz ist international.

Jagt zum Teufel die Fremdenlegionäre,

Jagt ins Meer den Banditengeneral.

Jagt zum Teufel die Fremdenlegionäre,

Jagt ins Meer den Banditengeneral.

Träumte schon in Madrid sich zur Parade,

Doch wir waren schon da, er kam zu spät.

Vorwärts, internationale Brigade!

Hoch die Fahne der Solidarität!

Mit Gewehren, Bomben und Granaten

Wird das Ungeziefer ausgebrannt.

Frei das Land von Banditen und Piraten,

Brüder Spaniens, denn euch gehört das Land!

Frei das Land von Banditen und Piraten,

Brüder Spaniens, denn euch gehört das Land!

Dem Faschistengesindel keine Gnade,

Keine Gnade dem Hund, der uns verrät!

Vorwärts, internationale Brigade!

Hoch die Fahne der Solidarität!
(Melodie nach Rafael Espinosa und Carlos Palacio, Text von Erich Weinert)

## Filme
- Hans Beimler, Kamerad (Vierteiliger Fernsehfilm, Deutscher Fernsehfunk 1969, Regie: Rudi Kurz)
- Artur Becker (Dreiteiliger Fernsehfilm des Deutschen Fernsehfunks 1970/71, Regie: Rudi Kurz)
- The Spanish Earth (Joris Ivens, Ernest Hemingway, USA 1937)
- Fünf Patronenhülsen. (Frank Beyer, DDR 1960)
- Schweizer im Spanischen Bürgerkrieg. (Richard Dindo, Schweiz 1974)
- Land and Freedom (Ken Loach, Großbritannien, Spanien, Deutschland 1995)
- Der Spanienkämpfer: Hans Landauer – gegen Faschismus und Vergessen (Wolfgang Rest, Österreich 2006)
- Brigadistas (Daniel Burkholz, Heike Geisweid, D 2007)
- 300 Juden gegen Franco. (WDR Fernsehdokumentation vom 1. September 2008)
- NO PASARAN – Eine Geschichte von Menschen, die gegen den Faschismus gekämpft haben. (Regie: Daniel Burkholz, Creative Producer: Sybille Fezer, Schnitt: Jan-Malte Enning, 73 Min., D 2014)
- Patrick Rotman: Vom Kämpfen und Sterben der Internationalen Brigaden. Frz. Dokumentarfilm, 2016, 101 Min. (Original Frankreich, 2015)
- Los Canadienses. Canadians in the Spanish Civil War 1936–1939. Prod. National Film Board of Canada, NFB/ONF Kanada 1975. Kamera: Albert Kish, 57 min. Dokumentarfilm, Interviews mit Veteranen. Film ansehen beim NFB/ONF
- To my son in Spain: Finnish Canadians in the Spanish Civil War. Dokumentarfilm, Kanada 2008. Prod. Thunderstone Pictures. Dir. Dave Clement, Buch: Saku Pinta, Stimme: Michelle Derosier. 42 min.
- Invisible Heroes: African-Americans in the Spanish Civil War - Héroes invisibles. Afroamericanos en la guerra de España. Spanien 2015, 77 min. Dir. und Drehbuch, gemeinsam: Alfonso Domingo, Jordi Torrent